# Памятник И. С. Тургеневу (Орёл)

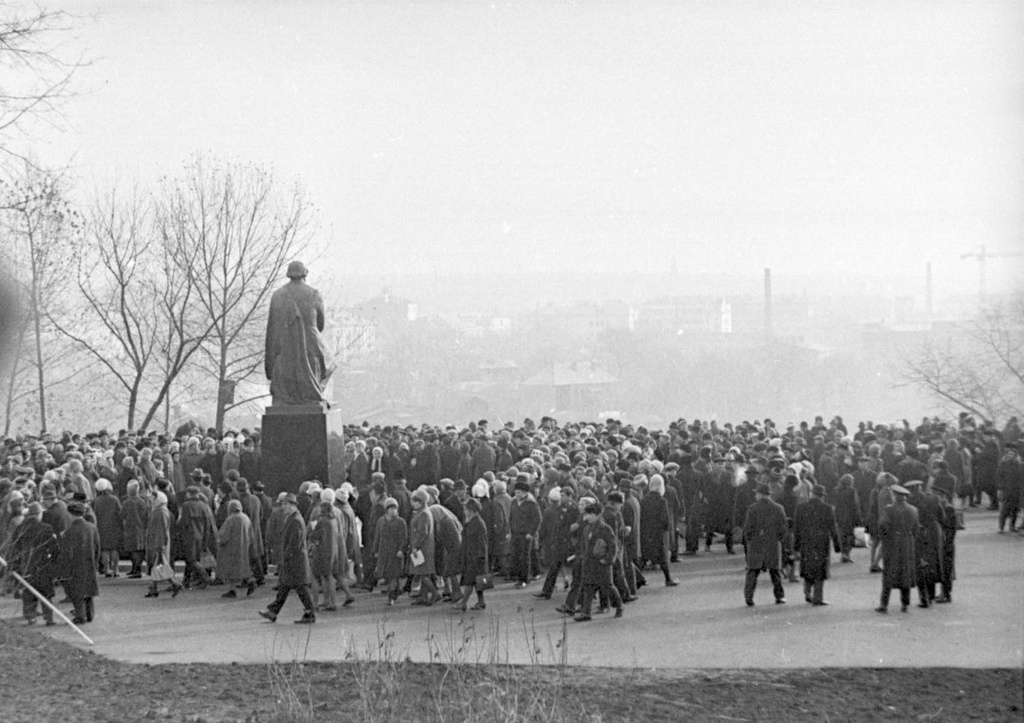
Открытие памятника. Фотография А.И. Овчинникова.

Па́мятник Ивану Сергеевичу Тургеневу в г. Орёл — объект культурного наследия Российской Федерации.
Установлен в одном из самых красивых мест города, так называемом «Тургеневском бережке» — на вершине склона берега р. Оки рядом с городским парком культуры и отдыха.
Монумент открыт 4 ноября 1968 года по случаю 150-летнего юбилея со дня рождения русского писателя И. С. Тургенева.
Авторы памятника скульптор Г. П. Бессарабский. Архитекторы А. И. Свиридов и В. С. Атанов.
Бронзовая фигура И. С. Тургенева, установленная на постаменте из чёрного, полированного гранита, представляет задумчиво сидящего писателя, глядящего вдаль.
На боковой стороне постамента — надпись «Тургенев Иван Сергеевич», с другой — даты жизни писателя — «1818.28.X.» — «1883.22.VIII.»
Является также памятником монументального искусства местного значения.